# جان دواین (دوچرخه‌سوار)
جان دواین (انگلیسی: John Devine؛ زادهٔ ۲ نوامبر ۱۹۸۵) دوچرخه‌سوار اهل ایالات متحده آمریکا است. وی عضو تیم‌هایی همچون تیم دیسکاوری چنل و تیم های رود بوده است.